# Mojtaba Vahedi

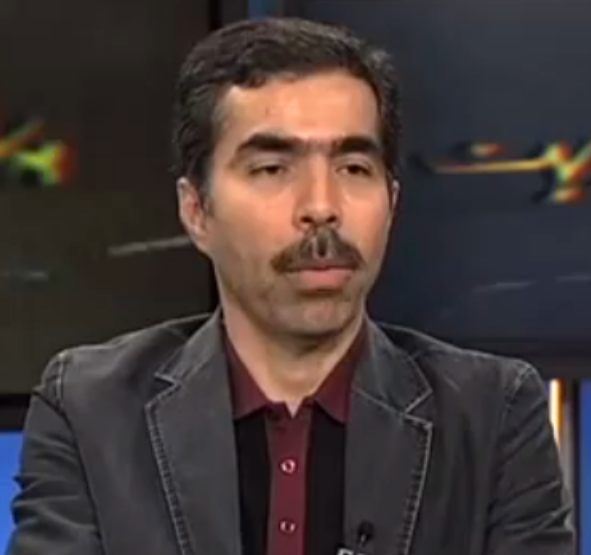
Mojtaba Vahedi

Seyed Mojtaba Vahedi (persisch سید مجتبی واحدی) ist ein iranischer Journalist und Aktivist.
Er war Teilnehmer an der Islamischen Revolution von 1979, welche die Pahlavi-Dynastie ablöste und eine Theokratie im Iran errichtete. Nach der Revolution arbeitete Vahedi als Journalist und war Chefredakteur der Zeitung Aftab Yazd. Er arbeitete ebenso als Berater für Mehdi Karroubi, einen reformistischen Politiker.
Doch trotz seiner anfänglichen Beteiligung an der Revolution wurde Vahedi schließlich desillusioniert von der islamischen Regierung und ist heute ein Kritiker derselben.